# Sessano del Molise
Sessano del Molise é uma comuna italiana da região do Molise, província de Isérnia, com cerca de 920 habitantes. Estende-se por uma área de 24 km², tendo uma densidade populacional de 38 hab/km². Faz fronteira com Carpinone, Chiauci, Civitanova del Sannio, Frosolone, Miranda, Pesche, Pescolanciano.

## Demografia
| Variação demográfica do município entre 1861 e 2011                               |
|                                                                                   |
| Fonte: Istituto Nazionale di Statistica (ISTAT) - Elaboração gráfica da Wikipedia |